# Video Volunteers
Video Volunteers (VV) ist eine internationale Medien- und Menschenrechtsorganisation und fördert die Nichtregierungsorganisation so genannten community journalism (übersetzt etwa Gemeindejournalismus), um marginalisierten Menschen den Zugang zur Medienproduktion zu ermöglichen. Video Volunteers ist eine in den Vereinigten Staaten (New York) registrierte Non-Profit-Organisation, die hauptsächlich in Indien arbeitet. Der indische Sitz ist Anjuna, Goa.

## Geschichte
Die Gründung erfolgte im Jahr 2003 von der US-amerikanischen CNN-Journalistin Jessica Mayberry, nachdem sie als Stipendiatin der American India Foundation ein Jahr lang indische Frauen aus ländlichen Regionen in der Videoproduktion unterrichtete. Mayberry arbeitet seit der Gründung der Organisation eng mit dem indischen Dokumentarfilmer, Community Radio-Aktivist und heutigen Direktor Video Volunteers Stalin K. zusammen.
Video Volunteers ist in den USA, Indien und Brasilien aktiv und hat mit Organisationen wie Witness, Global Fund for Children, Pangea Day oder MTV zusammengearbeitet.

## Arbeit
Das Ziel von Video Volunteers ist es, benachteiligte – vor allem ländliche – Gemeinden und marginalisierte soziale Gruppen, wie Muslime, Frauen, Adivasis oder Dalits mit journalistischen Know-how, kreativen Ideen und kritischem Denken zu versorgen. So sollen die sonst vom Mainstream unbeachteten Menschen Gehör im lokalen aber auch globalen Mediendiskurs finden.

## India Unheard
IndiaUnheard ist ein Netzwerk Freier Journalisten. Aufgabe dieser so genannten community correspondents (deutsch etwa "Gemeindekorrespondenten") ist es, Geschichten über ihre eigenen Orte oder ihre sozialen Gruppen zu recherchieren. Video Volunteers versucht damit, die Wissensdefizite zwischen Regierung, Behörden und Mainstream-Medien einerseits, und den ländlichen Kommunen und sozial benachteiligten Gruppen andererseits zu verringern. Thematisch gliedern sich die IndiaUnheard-Videos in 13 Kategorien, die von "Kunst und Kultur", "Kaste und Identität" über "Konflikt", "Korruption", "Entwicklung" bis hin zu "Gewaltsamer Vertreibung" reichen.
Für die drei bis vier Minuten langen Filme zahlt Video Volunteers rund 1500 Indische Rupien (umgerechnet rund 19 Euro). Vom indischen Hauptsitz in Goa lädt Video Volunteers die Clips auf diverse Videoplattformen wie den eigenen Youtube-Kanal oder die VV-Website. Die NGO ist aber auch bemüht, die Videos indischen Mainstream TV-Sendern wie CNN-IBN oder Headlines Today anzubieten, um ein größeres Publikum zu erreichen.
Zentraler Bestandteil des Konzepts ist der so genannte „call to action“, ein Appell am Ende des Videos, der das Publikum zum Protest bei den verantwortlichen Behörden, Unternehmen etc. aufruft. Um auch Menschen ohne Zugang zum Internet zu erreichen, werden regelmäßig öffentliche Videovorführungen organisiert, insbesondere in den betroffenen Gemeinden. Sollte ein Video eines Community-Korrespondenten erfolgreich sein, also den beanstandeten Missstand beheben, zahlt VV dem Autor weitere 5000 Rupien (umgerechnet rund 63 Euro).
IndiaUnheard kann demnach als eine Mischung aus Graswurzel-Journalismus und Aktivismus bezeichnet werden, da über Missstände nicht nur berichtet, sondern behoben werden sollen. Das Konzept IndiaUnheards könnte als partizipativer Journalismus eingeordnet werden: die Community-Korrespondenten sind selbst von dem Berichteten betroffen, nehmen daher oft eine subjektive Perspektive ein und werden gleichzeitig an der Medienproduktion beteiligt. Langfristig plant Video Volunteers die Videoproduktion vollständig in die Hände der Korrespondenten zu geben, also nicht nur Recherche und Dreh, sondern auch Schnitt und Nachbearbeitung. Zur Zeit fehlt es dazu jedoch an Infrastruktur, Technik und finanziellen Mitteln.

## Forschung
In Zusammenarbeit mit dem Indian Institute of Management (IIM) in Ahmedabad betreibt Video Volunteers ein Forschungsprojekt, das der Frage nachgeht, wie Community-Medien finanziell nachhaltig wirtschaften können. Im Fokus stehen dabei Kooperationen mit Mainstream-Medien, die Inhalte der NGO kaufen sollen, aber auch Finanzierungsmodelle durch Micro-Kredite.

## Ehrungen
Video Volunteers erhielt Stipendien der Knight News Challenge and the Echoing Green Foundation. Im Jahr 2006 gewann die NGO den Tech Museum Award, 2008 folgte die NYU Stern Business School Social Business Plan Competition. VV stand in der engeren Wahl für die Development Gateway Awards. Im Jahr 2008 wurde die NGO für den King Baudouin Foundation (of Belgium) International Development Prize nominiert.

## Kooperationen
Video Volunteers arbeitete nach eigenen Angaben mit den Organisationen UNDP, Witness, The Fledgling Fund, the Art Action Foundation of Singapore, The Global Fund for Children, Pangea Day, International Youth Foundation, HIVOS, Creative Visions Foundation und dem Goethe-Institut zusammen. Konzepte der Organisation wurden von USAID, UNESCO, und dem indischen Sir Dorabji Tata Trust unterstützt. Im Mai 2010 war Video Volunteers Medienpartner für das UN World Summit of the Information Society (WSIS) Forum. Diverse Medien berichteten über die Arbeit Video Volunteers, beispielsweise The Guardian, MTV, Nickelodeon, Al Jazeera, The Star Network, Pangea Day und diversen CNN-Plattformen, und den indischen TV-Sendern CNN-IBN und Headlines Today.